# Ротор Дарье
Ротор Дарье, турбина Дарье (англ. Darrieus rotor) — тип турбины низкого давления, ось вращения которой перпендикулярна потоку жидкой или газовой среды. Предложена в 1931 году французским авиаконструктором Жоржем Дарье (George Darrieus). Ротор Дарье нашёл широкое применение в ветроэнергетике.

## Устройство и принцип действия
Ротор Дарье представляет собой конструкцию, состоящую из одного, двух и более аэродинамических крыльев, закреплённых на радиальных балках. Хотя общий принцип работы ротора Дарье в целом известен, но полного описания физических процессов и адекватной математической модели до сих пор нет. Это обусловлено сложным, сильно нестационарным характером обтекания лопастей (число Струхаля) и большим числом Рейнольдса. Главным отличием ротора Дарье от ротора Савониуса является его быстроходность. Так, если скорость лопастей ротора Савониуса близка к скорости набегающего потока, то у ротора Дарье она в 3-4 раза выше.  В работе  показано, что характеристика ветрогенератора Дарье не является автомодельной по критерию Рейнольдса, а также существует режим начальной авторотации, в которой ротор Дарье работает в режиме ротора Савониуса.
На практике для ротора Дарье используют три лопасти, так как при их меньшем количестве нет самозапуска и возникают проблемы балансировки. При увеличении числа лопастей быстроходность ротора Дарье падает, как и в случае горизонтально-осевых ветрогенераторов.
Ротор представляет собой симметричную конструкцию, состоящую из двух и более аэродинамических крыльев, закрепленных на радиальных балках. На каждое из крыльев, движущихся по отношению к потоку, действует подъемная сила , величина которой зависит от угла между вектором скорости потока и мгновенной скорости крыла. Максимальное значение подъемная сила достигает при ортогональности данных векторов.
Учитывая, что вектор мгновенной скорости крыла циклически изменяется в процессе вращения ротора, момент силы , создаваемый ротором, также переменен. Поскольку для возникновения подъемной силы нужно движение крыльев, ротор характеризуется нехорошим самозапуском. Самозапуск улучшается при применении трех и более лопастей.
Недостатком конструкции высокие динамические нагрузки и заметный шум.
Есть модификации с управляемым углом атаки лопастей турбины.

## Преимущества и недостатки
Преимущества
- Работа ротора Дарье, как и прочих роторов, не зависит от направления потока, следовательно турбина на его основе не требует устройства ориентации;
- Ротор Дарье характеризуется высоким коэффициентом быстроходности при малых скоростях потока, поскольку не требует ориентации на ветер;
- Высокий коэффициент использования энергии ветра. Роторы Дарье не уступают, и в отдельных случаях даже превосходят горизонтально-осевые конструкции ветрогенераторов [4];
- Пониженный шум, создаваемый при работе, в отличие от горизонтально-осевых ветрогенераторов. Это связано с практически равномерным, в силу быстроходности ротора Дарье, обтеканием лопастей;
- Относительная простота изготовления (пропеллерный профиль по длине постоянно меняется) — для профилей крыльев с прямой кромкой;
- Ось вращения ветрогенератора совпадает с осью опорной мачты.

Недостатки
- Значительные нагрузки на мачту, связанные с  эффектом Магнуса;
- Большая часть массы вращающегося механизма на периферии в отличие от горизонтально-осевых ветрогенераторов.
- Отсутствие адекватной математической модели, что затрудняет конструирование ротора Дарье;
- Большой срок окупаемости ветрогенераторов, что не позволяет производителям перейти на использование ротора Дарье с горизонтально-осевых ветрогенераторов.